# エリーゼ・リード
エリーゼ・リード（Elize Ryd、1984年10月15日 - ）は、スウェーデンの女性歌手、ミュージシャン、作曲家である。アマランスのメンバーである。

## 略歴
1984年、ヨンショーピング市郡のベーナムーにてスウェーデン人の父親とフィンランド人の母親の間に生まれた。
4歳のときに初めてライブで演奏した。子供の頃、彼女はウォルト・ディズニーからヘヴィメタルまであらゆるものに影響を受けていた。13歳の頃、リードは、最年少の参加者として1998年にヨーテボリで開催されたタレントショーに参加し、優勝した。一等賞はレコード契約であったが、最低年齢の15歳を満たしていないため、賞を受け取ることができなかった。彼女は最も有望な歌手のための奨学金とヨーテボリのExercishusetで76回のショーで演奏されたBrödupploppetと呼ばれるミュージカルのスポットを受け取った。2003年、高校を卒業後、奨学金をもらった。ファルコナーなどの様々な地元のバンドの曲も披露した。
2008年、アマランスを結成。